# Giovanni Giacometti
Giovanni Giacometti (Stampa, 1868 - 1933) fue un pintor postimpresionista suizo, padre de Alberto Giacometti y de Diego Giacometti.
Hijo de Alberto y Caterina Ottilia Santi, desde pequeño mostró buenas aptitudes para el dibujo. Por eso en 1886, a la edad de 18 años, decidió trasladarse a Múnich para iniciar sus estudios en la Escuela de Artes Decorativas. Allí donde conocerá al que será su gran amigo, el pintor fauvista Cuno Amiet. 
Posteriormente, y tras conocer el impresionismo, viajará a Francia, donde continuó formándose en la Académie Julien durante dos años. En 1891 regresó a Stampa. Sus inquietudes, sin embargo, no tardarán en empujarle nuevamente a la aventura. Marchó a Italia, donde visitó Roma y Nápoles.
Sus primeros éxitos no llegaron hasta 1900, cuando expuso en Zúrich con Amiet y Holder. Es en este momento que contrajo matrimonio con Anette. De esta unión nacerá su hijo Alberto, en 1901, seguido por Diego (1902), Ottilia (1903) y Bruno (1907), siendo esta su etapa de mayor plenitud, tanto en lo personal como en lo artístico. 
Entre 1901 y 1912 participó en la Kunstausstellung (Exposición de arte) de Múnich y en la Kunstlerhaus (Casa de los artistas) de Zúrich, así como en una exposición de los pintores del grupo Die Brücke en Dresde. En estos años tuvo como uno de sus discípulos al pintor argentino Raúl Mazza.
Tras la Primera Guerra Mundial, empero, su carrera artística pasará a ocupar un segundo plano.